# Spetchley
Spetchley est une paroisse civile du Worcestershire, en Angleterre.